# Охтья-Ярв
Охтья-Ярв (ест. Ohtja järv) — озеро в Естонії, що розташоване на острові Сааремаа, у волості Мустьяла.